# Schacholympiade 1986

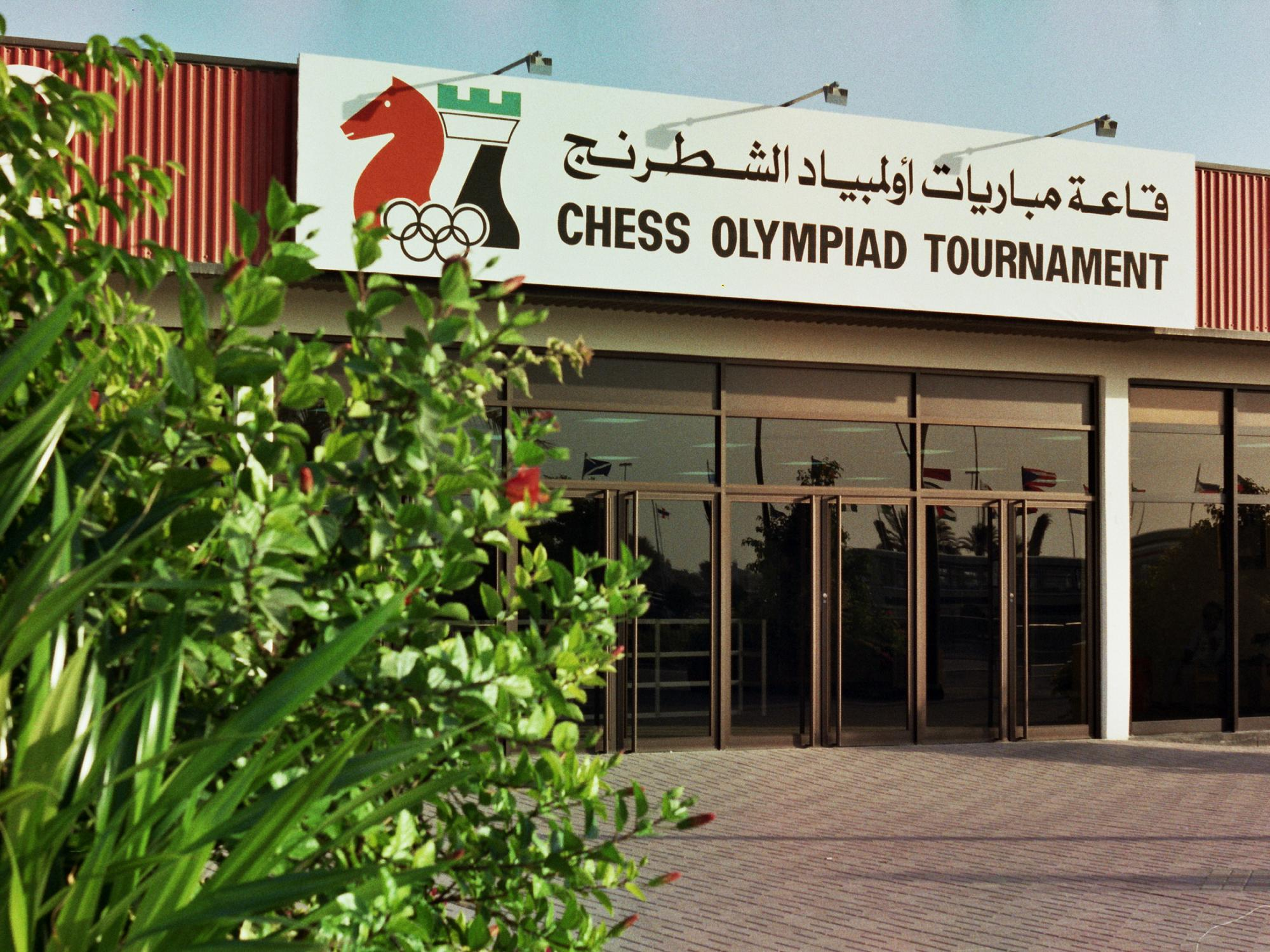
Der Eingang zur Austragungsstätte der Schacholympiade 1986

Veranstaltungsort der Schacholympiade 1986 in Dubai

Die 27. Schacholympiade 1986 war ein Schach-Mannschaftsturnier, das vom 14. November bis 2. Dezember 1986 in den Kongresshallen des World Trade Centre in Dubai ausgetragen wurde. Besonders der Konflikt wegen der Nichteinladung des sich offiziell mit mehreren arabischen Staaten im Krieg befindlichen Israel erhielt auch außerhalb der Schachwelt Aufmerksamkeit.

## Geschichte

### Luzern 1982
Die israelische Mannschaft wurde von der ausrichtenden Schachföderation der Vereinigten Arabischen Emirate nicht eingeladen und nahm nicht teil.

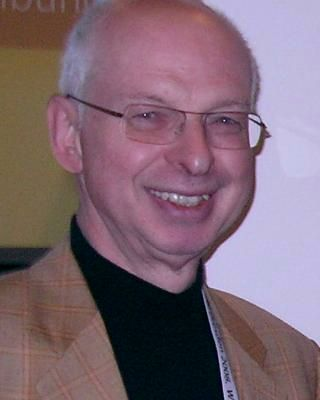
Horst Metzing (2008)

Horst Metzing, Geschäftsführer im Deutschen Schachbund und FIDE-Delegierter, schreibt in seinen Erinnerungen an die Vergabe der Olympiade unter dem Titel „Warum wurde Israel ausgeschlossen?“:

„Bis zum Jahre 1982 galt in der FIDE der Grundsatz, daß nur die Föderation eine Veranstaltung ausrichten darf, die auch die Teilnahme aller Mitgliederföderationen durch die Gewährung von Visa an die jeweiligen Spieler sicherstellt. Diese Bestimmung hatte selbstverständlich zur Folge, daß die arabischen Länder als Veranstalter nicht in Frage kamen, da sie es ablehnen würden, israelische Spieler einzuladen. Beim FIDE-Kongreß 1982 in Luzern – noch unter der Führung des früheren Präsidenten Fredrik Olafsson – wurde diese Regelung insofern aufgeweicht, als die Generalversammlung Ausnahmen zulassen konnte. Dies galt insbesondere für den Kriegsfall, aber auch bei schweren Gewalttätigkeiten zwischen einzelnen Ländern. Jeder Delegierte der Luzerner Generalversammlung war sich darüber im klaren, daß diese Bestimmung vorrangig gegen Israel gerichtet war.“

Dass sich die Mehrheit trotzdem für diese restriktive Visaerteilung aussprach, hatte zwei Gründe:
Zum einen war die Mehrheit bereits durch Länder der Dritten Welt und des Ostblocks geprägt und zum anderen waren auch durchaus pro-Israel-gesinnte Föderationen der Meinung, dass die arabischen Länder FIDE-Veranstaltungen ausrichten sollten. Immerhin hatte Israel bereits 2 Olympiaden veranstaltet, bei denen die arabischen Föderationen nicht teilnehmen durften (im Gegensatz zur jetzigen Praxis wurden sie aber von der israelischen Schachföderation eingeladen!).
Mit dieser Statutenänderung in Luzern war klar, dass es relativ schnell große Probleme wegen der Nichteinladung israelischer Schachspieler geben wird. Wir Westeuropäer hatten aber gehofft, dass zumindest die Olympiaden noch recht lange ausgeklammert werden können. Für 1984 waren die Olympiaden nach Saloniki vergeben worden, Island hatte sich für eine Option für 1986 beworben (immerhin erhielt bereits Libyen die 2. Option und Indonesien die dritte). Als dann Island jedoch die geforderte Garantiesumme bis zum FIDE-Kongreß 1983 in Manila nicht hinterlegte, drohte die Ausrichtung durch die libysche Schachföderation. Nach einem Wechsel in der Spitze machte diese (glücklicherweise) von ihrer Option keinen Gebrauch. Auch von Indonesien war nichts mehr zu hören. Der FIDE-Kongreß verteilte daher neue Optionen: die erste an Venezuela, die zweite an die Vereinigten Arabischen Emirate.

### Saloniki 1984
Venezuela verzichtete bald darauf auf seine Option. Die Schachföderation der VAE unterbreitete dem FIDE-Präsidenten Florencio Campomanes ein verbindliches Angebot, der es akzeptierte und den Exekutivrat der FIDE davon unterrichtete.
Auf dem Kongress der FIDE 1984 in Saloniki gab Campomanes bekannt, dass Venezuela nicht in der Lage sein werde, die Olympiade auszurichten, und er die Olympiade nach Dubai in die Vereinigten Arabischen Emirate vergeben habe. Diese Nachricht sorgte für Aufsehen, weil der Schachverband der VAE die Teilnahme Israels nicht garantieren konnte. Die VAE verweigerten nicht nur israelischen Staatsbürgern die Einreise, sondern auch allen Reisenden, die einen israelischen Visumsvermerk im Pass trugen.
Als Reaktion auf diese Ankündigung sprach sich der Delegierte des US-amerikanischen Schachverbandes USCF Don Schultz für das israelische Recht auf Teilnahme aus, ohne die Möglichkeit von Kompromissen auszuschließen. Es sagte:
„Petitionen gegen den Ausschluss Israels einzureichen ist keine ausreichende Antwort. Die USA werden in Dubai nicht teilnehmen, wenn keine Lösung erreicht wird, die für den israelischen Schachverband tragbar ist.“
Der Kongress bestätigte Campomanes’ Entscheidung für Dubai mit der klaren Mehrheit von 61 zu 25 bei 5 Enthaltungen. Die meisten westeuropäischen Föderationen stimmten allerdings gegen diesen Beschluss. Etwa 40 Mitgliedsverbände hatten für den Fall des Ausschlusses von Israel einen Boykott der Olympiade angedroht.

### Verhandlungskommission

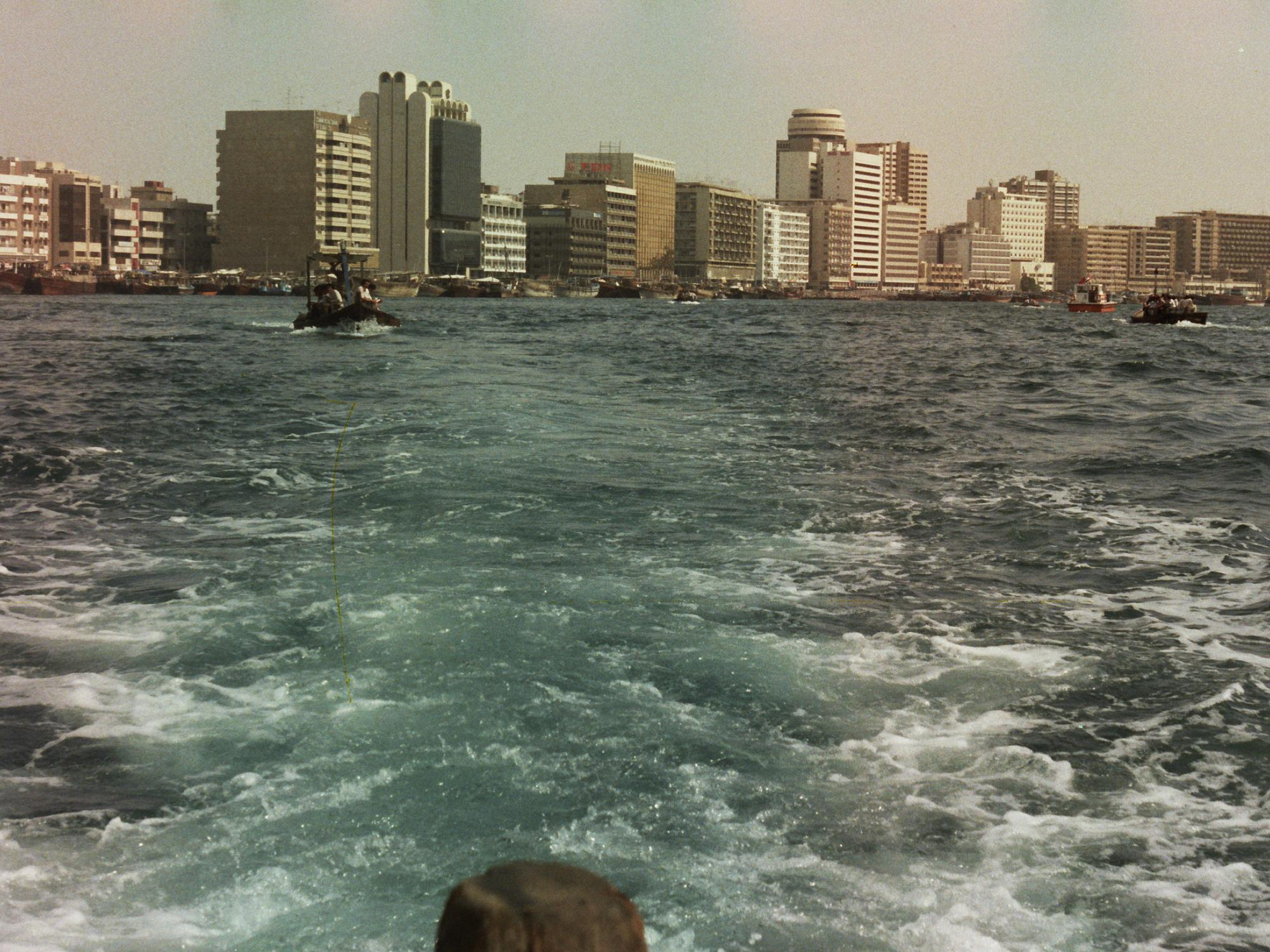
Skyline der Stadt Dubai während der Schacholympiade 1986

Der FIDE-Kongress setzte eine Kommission ein, die Möglichkeiten prüfen sollte, um die Teilnahme der israelischen Mannschaft in Dubai zu erreichen und einen Boykott zu verhindern. Dieser Kommission gehörten Schultz sowie die Delegierten Englands und Griechenlands Raymond Keene und Giorgius Makropoulos an. Metzing schätzt die Einberufung dieser Kommission als „recht naiv“ ein, denn schon am 11. Dezember 1984, wenige Tage nach dem Kongress, kündigte der Generalsekretär des Hohen Rates für Jugend und Sport der VAE in Dubai an, man werde alle Mitgliedsföderationen der FIDE mit Ausnahme von Israel einladen.
Nach Angaben von Schultz wurde ein Boykott vom israelischen Außenministerium unter Yitzhak Shamir befürwortet, während sowohl der israelische Ministerpräsident Shimon Peres als auch das US-amerikanische Außenministerium eine Lösung ohne Boykott bevorzugten.
Die Kommission schlug den Vertretern des Israelischen Schachverbandes Yaacow Hadassi und Israel Gelfer verschiedene Kompromisse vor, etwa die israelische Mannschaft für die Mannschaftsweltmeisterschaft 1987 in Luzern zu setzen, oder die Züge der israelischen Mannschaft bei der Olympiade 1986 von einem Schiff auf internationalen Hoheitsgewässern vor der Küste Dubais aus übertragen zu lassen. Die Israelis lehnten diese Vorschläge aus verschiedenen Gründen ab.
Schließlich verfolgte die Kommission noch zwei Pläne weiter. Der „kühne Plan“ („Bold Plan“) sah vor, dass als Gegenzug für eine Einladung der israelischen Mannschaft nach Dubai zuvor ein palästinensischer Spieler an der Kadettenweltmeisterschaft für Spieler bis 16 Jahre teilnehmen sollte, die 1985 im israelischen Petah Tikva stattfand.
Campomanes, Schultz und Keene reisten nach Dubai und erörterten den kühnen Plan mit Vertretern der Regierung der VAE. Die VAE gaben die Zusage, dass für Einreisen im Zusammenhang mit der Schacholympiade das Verbot für Personen mit einem israelischen Visumsvermerk im Pass aufgehoben werde.
Danach besuchten Schultz und Makropoulos Tel Aviv und unterzeichneten eine Vereinbarung mit israelischen Offiziellen über die Teilnahme eines Palästinensers an der Kadettenmeisterschaft. Die FIDE hoffte, dass nach einer solchen Turnierteilnahme eines palästinensischen Schachspielers in Israel die VAE Israel zur Schacholympiade einladen würden, um den Skandal eines breiten Boykottes zu vermeiden.
Trotz der getroffenen Vereinbarung wurde den Vertretern der FIDE während ihres Aufenthaltes in Tel Aviv vom israelischen Erziehungsminister mitgeteilt, dass es keine palästinensische Teilnahme an der Kadettenweltmeisterschaft geben werde.

### Graz 1985
Nach dem Scheitern des kühnen Planes versuchte die FIDE auf ihrem Kongress 1985 in Graz, einen Boykott dadurch zu vermeiden, dass in Aussicht gestellt wurde, auf dem zusammen mit der Olympiade in Dubai abgehaltenen FIDE-Kongress eine erneute Änderung der Statuten zu verabschieden. Demnach sollte bei zukünftigen FIDE-Veranstaltungen die gastgebende Föderation allen anderen Föderationen die freie Einreise gewähren müssen, wobei Ausnahmen nur mit Zustimmung einer 3/4-Mehrheit der FIDE-Vollversammlung gewährt würden.
Nachdem es im Vorfeld des Grazer Kongresses auf einer Sitzung des Zentralkomitees der FIDE zu Debatten zwischen Hadassi und dem Präsidenten des Schachverbandes der VAE Mohammed Ghobash gekommen war, traf sich Campomanes am Vorabend der Sitzung des Grazer Kongresses privat mit Hadassi. Dabei soll Campomanes unter Verweis auf die Geschichte der Opferung Isaaks aus dem alten Testament Hadassi um einen Verzicht auf eine israelische Olympiateilnahme gebeten haben. Auf der Vollversammlung am nächsten Tag stimmten die israelischen Vertreter dem Kompromissvorschlag zu. Hadassi sagte, dass keine Mannschaft von Dubai fernbleiben solle, weil die israelische Mannschaft nicht dort sein könne. Gelfer fügte hinzu, er habe verstanden, dass die israelische Mannschaft nicht teilnehmen könne, aber er wünsche dem Schachverband der VAE im Namen des Mottos der FIDE Gens Una Sumus viel Erfolg bei der Ausrichtung.
Der USCF und andere westliche Schachverbände planten, im Falle einer Ablehnung diese Vorschlages durch arabische Verbände in Dubai die FIDE-Versammlung trotz der parallel laufenden Olympiade zu verlassen.

### USCF 1986

Die weltweit größte Schachfigur, 1986 in Dubai

Das policy board der USCF beschloss im Februar 1986 mit 6 gegen 1 bei einer Enthaltung die Teilnahme der US-amerikanischen Mannschaft in Dubai. Bei der Jahresdelegiertenversammlung der USCF im August 1986 traten mehrere Redner gegen diesen Beschluss des policy board ein. Unter ihnen waren die Großmeister Lew Alburt und Joel Benjamin und ein Vertreter der Anti Defamation League. Zudem lag eine Petition von 41 Abgeordneten des US-Kongress vor, in der ein Boykott der Olympiade durch die USCF verlangt wurde.
Für eine Teilnahme in Dubai traten neben Schultz mehrere Großmeister ein, unter ihnen Arnold Denker und Yasser Seirawan. Schließlich folgte die Jahresdelegiertenversammlung dem Vorschlag des policy board, allerdings mit dem Zusatz, dass die Delegation des USCF im Falle einer Ablehnung der beabsichtigten Änderung der FIDE-Statuten unverzüglich aus Dubai abreisen würde.
Schließlich verzichteten nur die Niederlande, Norwegen, Dänemark, Schweden und Färöer auf eine Teilnahme. Zudem sagte eine Reihe von Spielern ihre Teilnahme ab, unter anderem der für die Schweiz spielende Großmeister Viktor Kortschnoi und aus der deutschen Mannschaft die Großmeister Robert Hübner, Eric Lobron und Vlastimil Hort. Lobron begründete seine Absage mit der Vergabe des Turnieres durch die FIDE an Dubai, und der damit „von vorneherein“ zu erwartenden Ausladung der israelischen Mannschaft.

## FIDE-Kongress in Dubai
FIDE-Kongresse finden normalerweise in der letzten der drei Wochen einer Schacholympiade statt. Der FIDE-Kongress in Dubai war auch der Ort, an dem Campomanes’ Wiederwahl anstand. Der Brasilianer Lincoln Lucena war der andere Präsidentschaftskandidat. Drohungen der Vereinigten Staaten, sich vom Kongress zurückzuziehen, halfen bei der Verabschiedung der geänderten Statuten. Zu dieser Zeit hatte das US-Team bereits in der Schacholympiade die sowjetische Mannschaft geschlagen und gute Chancen auf die Goldmedaille. Campomanes, der wegen des Abbruchs der Schachweltmeisterschaft 1984 in die Kritik geraten war, hatte keinerlei Schwierigkeiten, die Präsidentschaftswahl zu gewinnen. Lucena zog sich zurück, als klar wurde, dass er keine Gewinnmöglichkeit haben würde.
Eine andere Änderung betraf die Auswertung der Elo-Zahlen der Damenolympiade. Arpad Elo hatte Beweise vorgelegt, dass Damen durchschnittlich etwa 100 Punkte unterbewertet seien, weshalb jeder Dame 100 Punkte gutgeschrieben werden sollten. Susan Polgar sollte jedoch, wie einige wenige andere Spielerinnen, keine Elosteigerung erhalten, da sie beinahe nur gegen Herren angetreten war und deshalb nicht unterbewertet sei. Nach späterer Ansicht einiger Kritiker, darunter auch Larry Evans, wurde Polgar dabei dennoch ungerecht behandelt. Auch sie schrieb in einem Buch darüber.
Eine weitere Änderung betraf einen Fonds, der schlecht verwaltet wurde, und aus dem die FIDE wegen der Apartheid kein Geld mehr nach Südafrika investieren würde.

## Turnierablauf
Als Spielmodus wurden Mannschaftskämpfe an jeweils vier Brettern ausgetragen. Es wurden 14 Runden im Schweizer System mit Buchholz-Wertung gespielt. Teilnehmer waren 641 Spieler aus 108 Mannschaften (die Vereinigten Arabischen Emirate durften als Ausrichter zwei Mannschaften stellen), wobei 3020 von 3024 ausgeschriebenen Spielen ausgetragen wurden. Die Auslosung sollte durch einen Computer stattfinden, der aber nur bis zu 100 Mannschaften auslosen konnte, so dass im letzten Moment wieder von Hand ausgelost werden musste. Die Zeitkontrolle war bei zwei Stunden für 40 Züge sowie danach jeweils eine Stunde für 20 Züge.
Im Starterfeld befanden sich 14 Mannschaften, die ihre erste Schacholympiade absolvierten. Dies ist mit Ausnahme der allerersten Austragung ein Rekord. Die debütierenden Teams waren in alphabetischer Folge Antigua, Barbados, Brunei, El Salvador, Fidschi, Gambia, Ghana, Haiti, beide jemenitischen Staaten, Katar, Mauritius, die Seychellen und der Sudan.

### Endstand des offenen Turniers
Turnierfavorit Sowjetunion leistete sich eine Schwächephase in der Mitte des Turniers: Von der fünften bis zur achten Runde konnte das Team keinen Wettkampf gewinnen und musste gegen die Mannschaft der USA sogar eine Niederlage einstecken, als Garri Kasparow seine Partie gegen Yasser Seirawan verlor und die restlichen drei Partien Remis endeten. Vor der letzten Runde führte die USA mit einem halben Brettpunkt, kam jedoch gegen Bulgarien nur zu einem 2-2, während die Sowjetunion 4-0 gegen Polen gewann. Es gibt Vermutungen, dass dieses Match von Polen aus politischen Gründen absichtlich verloren wurde. Dies ist jedoch nicht nachgewiesen.

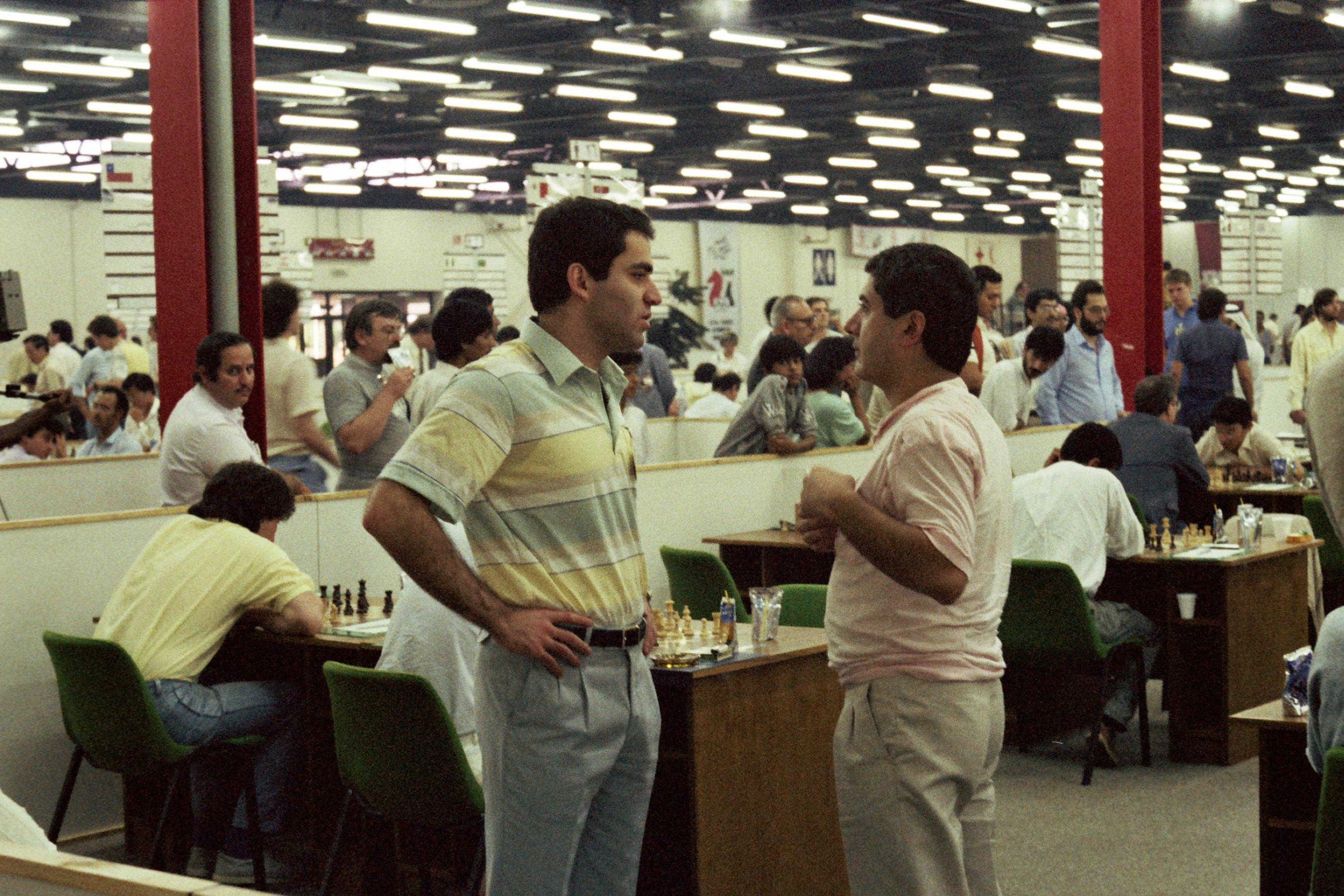
Weltmeister Garri Kasparow diskutiert mit Rafael Vaganian während der Schacholympiade 1986 in Dubai

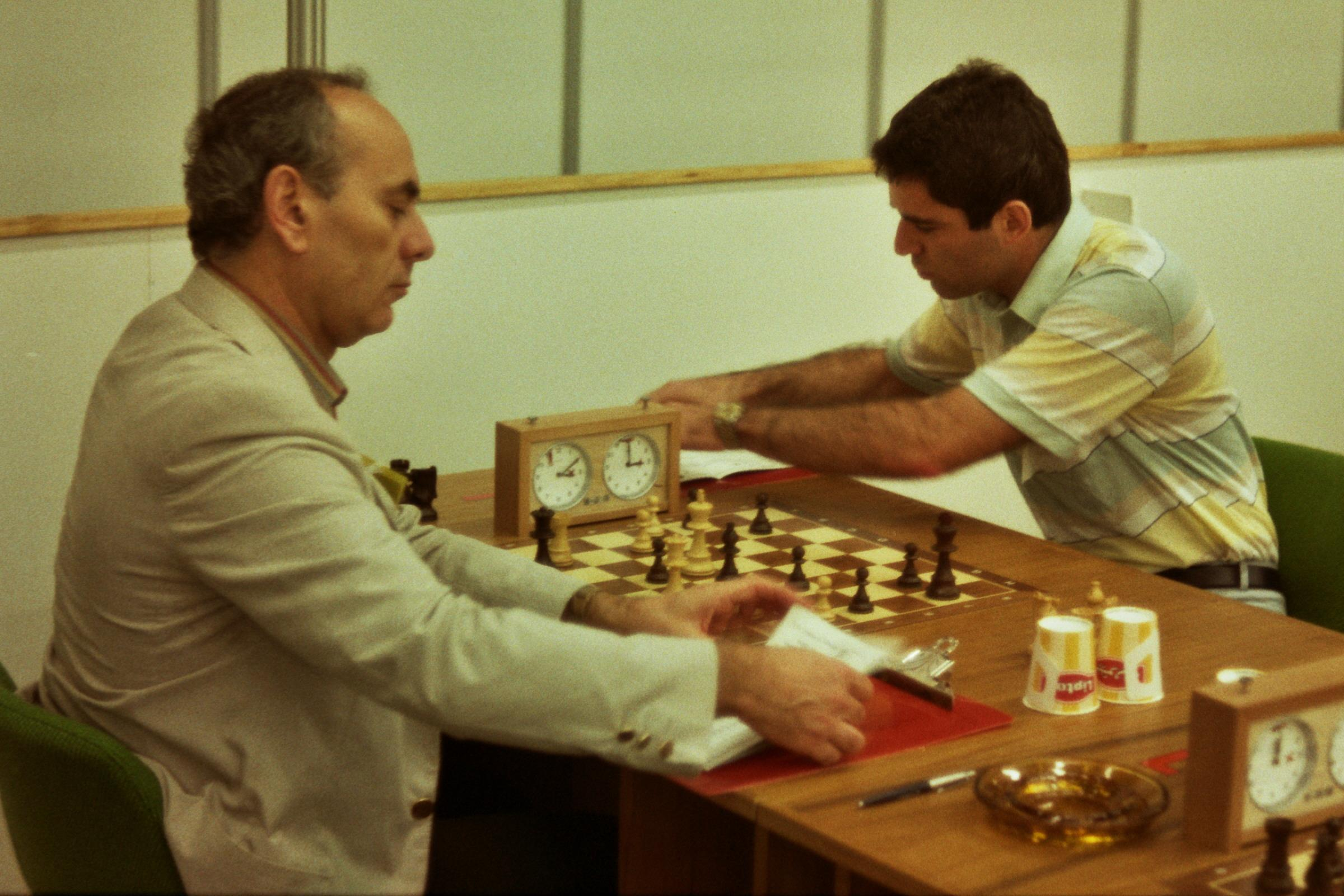
Lajos Portisch – Garri Kasparow, Schacholympiade 1986

| #  | Mannschaft          | Punkte |
| -- | ------------------- | ------ |
| 1  | Sowjetunion         | 40     |
| 2  | England             | 39½    |
| 3  | Vereinigte Staaten  | 38½    |
| 4  | Ungarn              | 34½    |
| 5  | Island              | 34     |
| 6  | Bulgarien           | 34     |
| 7  | Volksrepublik China | 34     |
| 8  | Kuba                | 33     |
| 9  | Tschechoslowakei    | 33     |
| 10 | Frankreich          | 33     |
|    |                     |        |
| 13 | BR Deutschland      | 32½    |
| 14 | Österreich          | 32½    |
|    |                     |        |
| 29 | Schweiz             | 30½    |
| 30 | Belgien             | 30½    |
|    |                     |        |
| 71 | Luxemburg           | 26½    |
108 Teilnehmer

### Endstand der Damen
Die Damenpartien wurden an jeweils drei Brettern ausgetragen. Es nahmen 49 Mannschaften mit insgesamt 193 Spielerinnen teil. 1008 Partien wurden gespielt.

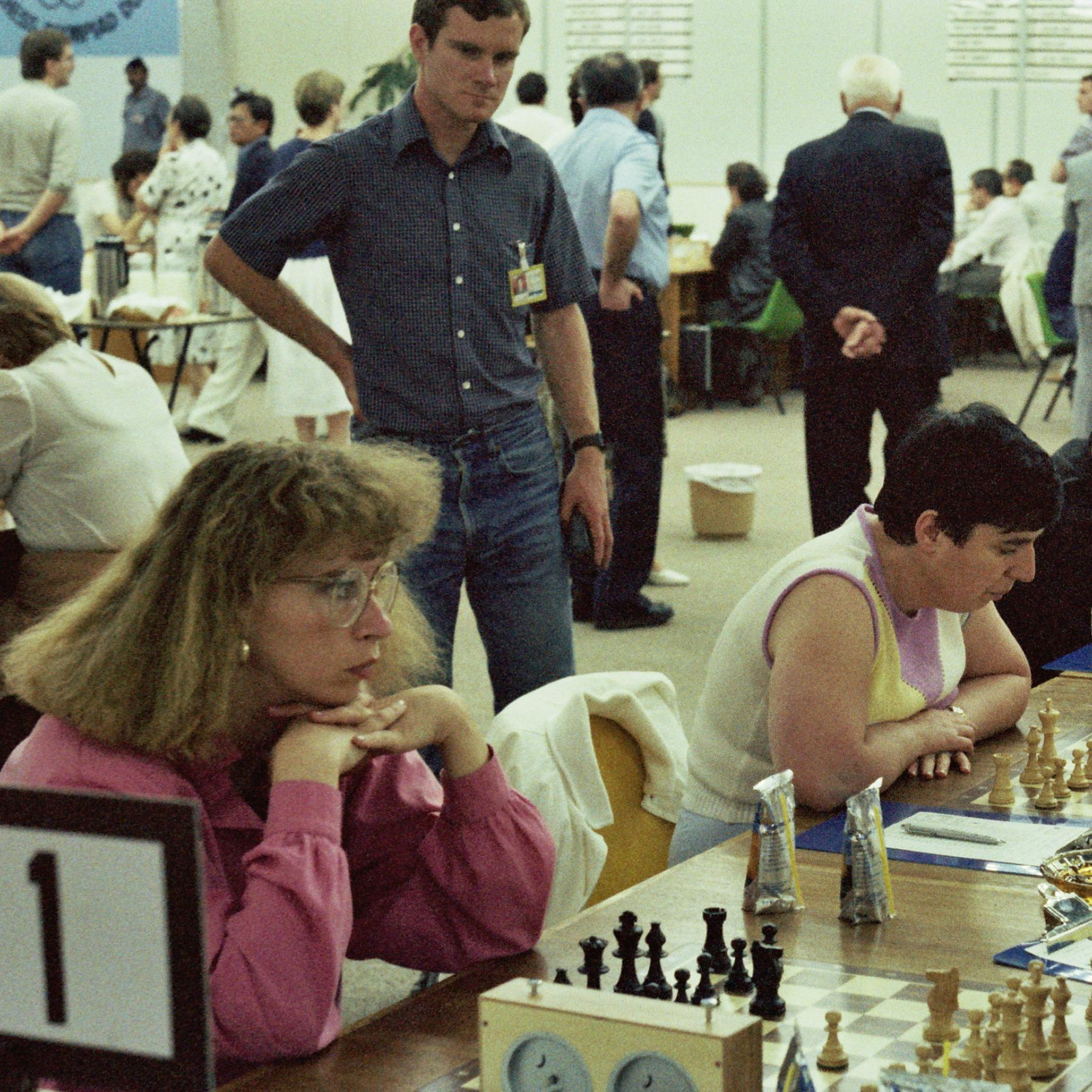
UdSSR: Elena Donaldson-Akhmilovskaya und Nona Gaprindaschwili, Schacholympiade 1986. Dahinter stehend John Donaldson, Mannschaftskapitän der Vereinigten Staaten

| #  | Mannschaft          | Punkte |
| -- | ------------------- | ------ |
| 1  | Sowjetunion         | 33½    |
| 2  | Ungarn              | 29     |
| 3  | Rumänien            | 28     |
| 4  | Volksrepublik China | 28     |
| 5  | Jugoslawien         | 25½    |
| 6  | BR Deutschland      | 25     |
| 7  | Polen               | 24½    |
| 8  | England             | 24½    |
| 9  | Bulgarien           | 23½    |
| 10 | Kuba                | 23     |
|    |                     |        |
| 12 | Österreich          | 22½    |
|    |                     |        |
| 23 | Schweiz             | 22     |
|    |                     |        |
| 27 | Belgien             | 21     |

## Dies und das
- Weltmeister Garri Kasparow war Mannschaftsführer der Sowjetunion.
- Viele Spitzengroßmeister verweigerten die Elo-Auswertung.
- Boris Spasski war der einzige Spieler, der alle 14 Partien verlustfrei spielte. Er remisierte zehn Partien, ebenfalls ein Rekord in diesem Turnier, und gewann vier.
- Exweltmeister Wassili Smyslow widmete den Organisatoren und Teilnehmern des Turniers eine Schachstudie.
- Nach der Schacholympiade wurden 200 Personen in den Palast von Kronprinz Scheich Ḥamdān bin Rāschid Āl Maktūm eingeladen.
- Obwohl die arabischen Staaten bis dahin noch keine Erfahrungen mit der Ausrichtung solcher Veranstaltungen hatten, gilt die Schacholympiade unter vielen Spielern als bestorganisierte aller Zeiten. Unter anderem wurde eine Million Dollar für Flugtickets bereitgestellt.

## Bilder und Weblinks
- Don Schultz: Dubai Olympiad (Memento vom 7. Mai 2005 im Internet Archive) (englisch, Stand 7. Mai 2005, mit Firefox 3 unlesbar)
- Bericht bei olimpbase.org (englisch)
- Video ohne Kommentar (Teil 14)